# Ester Dean
Ester Renay Dean (Muskogee, 15 aprile 1982) è una cantautrice, produttrice discografica e attrice statunitense.Raggiunge il successo come autrice, componendo hit di grande successo per altri artisti, tra cui S&M, Where Have You Been e What's My Name di Rihanna, Super Bass di Nicki Minaj, Hey Mama di David Guetta e Firework di Katy Perry. Riceve una nomina ai Grammy Award come produttrice di Loud per la cantante barbadiana Rihanna, e viene riconosciuta come cantautrice dell'anno ai BMI Awards 2012.
Ha inoltre lavorato con artisti provenienti dal genere R&B/hip hop, tra cui Beyoncé, Jay-Z, Jennifer Hudson, Usher, Drake, Mary J. Blige, Ciara, della musica pop, come Selena Gomez, Chris Brown, Britney Spears, Christina Aguilera, Pussycat Dolls, Kelly Clarkson, Rita Ora, ed electronic/dance, tra cui Afrojack, Pitbull e Kelly Rowland.
Come attrice, Ester Dean è nota principalmente per aver interpretato il ruolo di Cynthia nella saga di Pitch Perfect, contribuendo alla produzione delle colonne sonore.

## Biografia
Ester Dean nasce nel 1986 a Muskogee nello stato di Oklahoma, e, durante gli ultimi anni di studio, si sposta a Omaha, nel Nebraska per frequentare la North High School, nella quale si diploma. Si trasferisce ancora ad Atlanta prima di stabilirsi definitivamente a Los Angeles, dove viene notata dal produttore discografico Polow da Don che le procura l'opportunità di firmare un contratto con una sottoetichetta della Interscope Records, la Zone 4 Records. In questa sua intensa attività di autrice di brani, ha firmato un notevole numero di pezzi musicali per un gran numero di artisti, tra cui Mary J. Blige, Keri Hilson, Kelly Rowland, Rihanna, Britney Spears, Katy Perry, Christina Aguilera, Chris Brown, Usher e Selena Gomez, solo per citarne alcuni.
Nel 2009, ha inciso e pubblicato il suo primo singolo, Drop It Low, in duetto con il cantante statunitense Chris Brown, contenuto nella colonna sonora del documentario More Than a Game, incentrato sulla carriera di LeBron James. Ha raggiunto la trentottesima posizione nella Billboard Hot 100 segnando così il suo primo brano nella top 40 americana. Il brano ha anche registrato un buon riscontro critico ed è stato remixato da Lil Wayne, Trey Songz e Sean Combs.
Nel 2010 è presente nel nuovo album del rapper Soulja Boy, The DeAndre Way, sulla traccia Grammy.
Nel 2012 viene estratto dalla colonna sonora del film d'animazione Lorax - Il guardiano della foresta il brano Let It Grow (Celebrate The World) e vengono rilasciate alcune collaborazioni della cantante: "Invincible" con Machine Gun Kelly e "Love Suicide" con Tinie Tempah. Nello stesso anno, la Dean debutta come attrice interpretando il personaggio di Cynthia Rose Adams nel primo film della saga di musical Pitch Perfect. La Dean comparirà anche nei due sequel del film, interpretando per il secondo una canzone inedita intitolata Crazy Youngsters per il secondo film (2015).
Nel 2017, Ester collabora con i DJ Afrojack e David Guetta nel brano Another Life. Nel 2020 collabora invece con Ciara, City Girls, La La e Lupina Nyong nel brano Melanin. Una seconda collaborazione con Ciara intitolato Rooted viene pubblicata il 13 agosto 2020.

## Discografia

### Album
- 2011 - Ester Dean
- 2019 – Well My Name Is Susie
- 2024 – Private Party

EP
- 2023 – Christmas Confessions

### Singoli
- 2009 - Drop It Low (featuring Chris Brown)
- 2012 - Gimme Money (featuring Nicki Minaj)
- 2012 - Let It Grow
- 2014 - Get My Dough
- 2014 – Twerk'n 4 Birkin (sola o con Juice J)
- 2015 - Crazy Youngsters
- 2017 – Joy to the World
- 2020 – Freedom
- 2020 – Popular
- 2021 – Tip Me
- 2022 – Pick me up
- 2022 – Baby Making Love
- 2023 – Finally
- 2023 – Six Seven
- 2023 – Mistletoe
- 2023 – 12 Days Til Xmas
- 2023 – Christmas on me
- 2023 – Oh Well
- 2023 – Silent Nite
- 2024 – Just a lil more
- 2024 – Energizer Bunny
- 2024 – What Christmas Means To Me

### Collaborazioni
- 2010 - Soulja Boy - Grammy
- 2012 - Machine Gun Kelly - Invincible
- 2012 - Tinie Tempah - Love Suicide
- 2017 - Afrojack & David Guetta - Another Life
- 2020 - Ciara, Lupita Nyong, City Girls, La La - Melanin
- 2020 - Ciara - Rooted

## Filmografia

### Attrice

#### Cinema
- Voices (Pitch Perfect), regia di Jason Moore (2012)
- Pitch Perfect 2, regia di Elizabeth Banks (2015)
- Pitch Perfect 3, regia di Trish Sie (2017)

#### Televisione
- Crazy Ex-Girlfriend - serie TV, 1 episodio (2016)

### Doppiatrice
- Rio, regia di Carlos Saldanha (2011)
- L'era glaciale 4 - Continenti alla deriva (Ice Age: Continental Drift), regia di Steve Martino e Mike Thurmeier (2012)
- Trolls World Tour, regia di Walt Dohrn e David P. Smith (2020)